# 斯特凡·克赖纳
斯特凡·克赖纳（德語：Stefan Kreiner，1973年10月30日—），奥地利男子北欧两项运动员。他曾代表奥地利参加1992年冬季奥林匹克运动会北欧两项比赛，获得男子团体铜牌。他于1995赛季后退役。